# Astrosierra microconus
Astrosierra microconus is een slangster uit de familie Gorgonocephalidae.
De wetenschappelijke naam van de soort werd in 1914 gepubliceerd door Hubert Lyman Clark.